# Torreblanca (Castellón)
Torreblanca ist eine Gemeinde in der Provinz Castellón der Autonomen Gemeinschaft Valencia in Spanien. 

## Geografie
Die Gemeinde liegt südlich des Gebirgszugs Serra d'Irta in der Nähe des Mittelmeers. Sie grenzt an die Gemeinden Alcalà de Xivert, Benlloch und Cabanes.

## Geschichte
Torreblanca wurde im 13. Jahrhundert von Jakob I. von Aragón von den Sarazenen erobert und neu besiedelt. 1379 wurde Torreblanca von Barbaresken-Korsaren überfallen und die Stadt wurde dem Erdboden gleichgemacht. Während der Karlistenkriege im 19. Jahrhundert war Torreblanca erneut Schauplatz heftiger Kämpfe. In der Nähe der Stadt gibt es Feuchtgebiete am Meer, und bis Mitte des 20. Jahrhunderts traten in der Umgebung Fälle von Malaria auf.

## Wirtschaft
Anfang des 21. Jahrhunderts basiert die Wirtschaft von Torreblanca auf dem Saisontourismus. Die beiden Strände Platja de Torrenostra und Platja Nord, die zum Gemeindegebiet gehören, sind relativ unberührt und im Sommer sehr beliebt.